# French Island National Park
French Island National Park är en nationalpark i Australien.   Den ligger i delstaten Victoria, i den sydöstra delen av landet, 500 km sydväst om huvudstaden Canberra. French Island National Park ligger 1 meter över havet.
I omgivningarna runt French Island National Park växer i huvudsak städsegrön lövskog. Trakten runt French Island National Park är nära nog obefolkad, med mindre än två invånare per kvadratkilometer.